# Blackwalls huisspin
Blackwalls huisspin (Eratigena saeva) is een spinnensoort uit de familie van de trechterspinnen (Agelenidae). De wetenschappelijke naam van de soort werd, als Tegenaria saeva, in 1844 gepubliceerd door John Blackwall. De soort komt voor in West-Europa.